# Ruta Provincial 14 (Santa Cruz)
La Ruta Provincial 14 es una carretera de la Patagonia argentina, en la provincia de Santa Cruz. Su recorrido total es de 88 km completamente de tierra. Tiene como extremo sur el empalme RN 281 y al oeste la RN 3. Sobre esta ruta se asienta el paraje Mazaredo (actualmente abandonado).